# Koerse Schoorwal

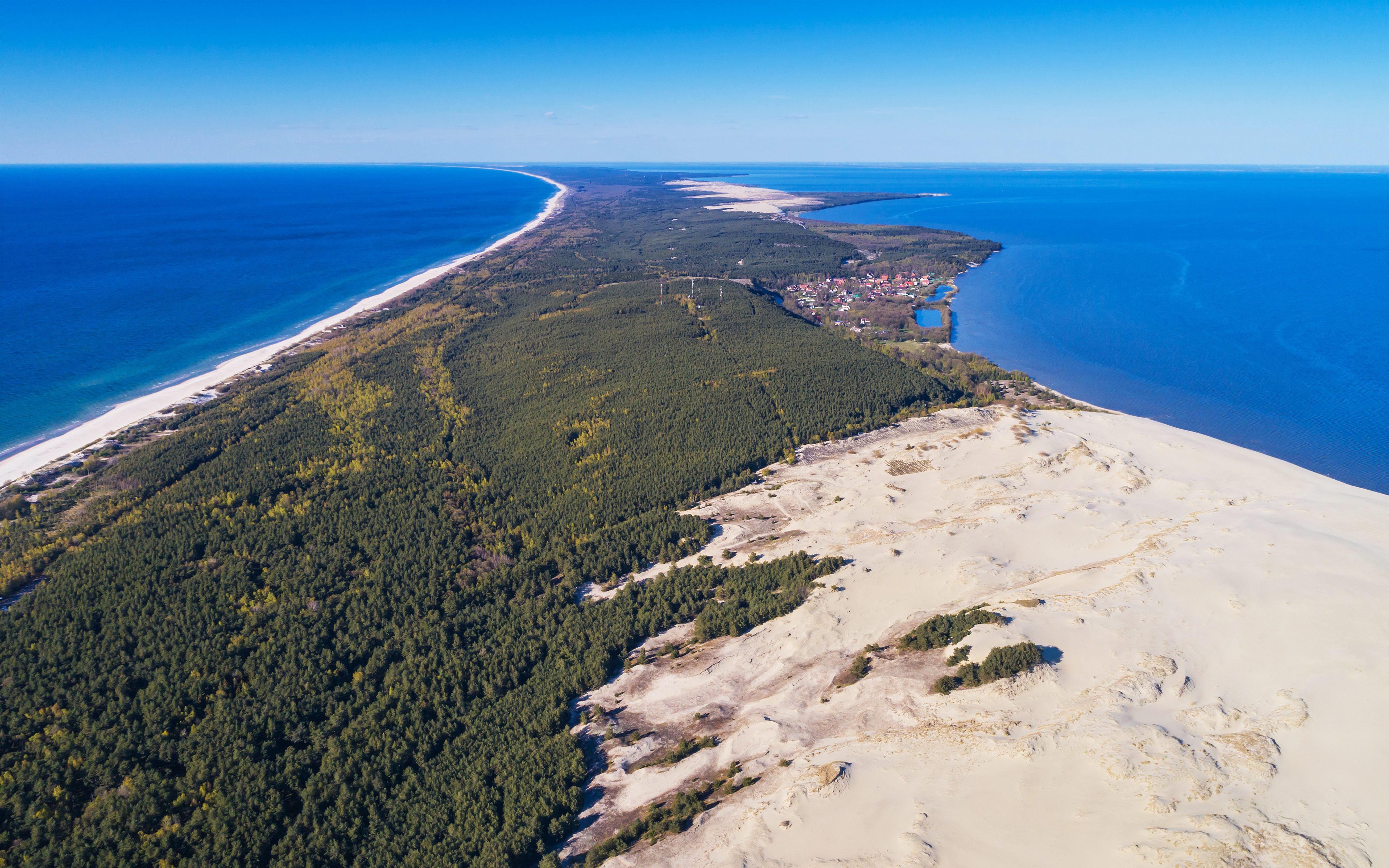
De Koerse Schoorwal in de Oblast Kaliningrad

De Koerse Schoorwal (Litouws: Kuršių nerija, Russisch: Куршская коса, Koersjskaja kosa, Duits: Kurische Nehrung) is een landtong van 98 kilometer lengte die de Oostzee scheidt van het Koerse Haf. Het dankt zijn naam aan de Koeren, het Baltische volk dat aan de kust van de Oostzee woonde.
De zuidelijke helft (46 km) van de schoorwal ligt in de Russische exclave Kaliningrad, de noordelijke helft (52 km) ligt in Litouwen. De landtong is feitelijk een schiereiland. De Litouwse zijde is niet verbonden met het vasteland van Litouwen: een veerpont verbindt het dorpje Smiltynė op de landtong met de havenstad Klaipėda.
Ten opzichte van haar lengte van bijna 100 km is de landtong maar smal: vrijwel nergens is deze breder dan drie kilometer. Het smalste punt ligt bij Lesnoj; hier is de landtong 350 meter breed. Op de landtong is een duin- en boslandschap te vinden, met duinen die tot de hoogste van Europa behoren. Deze duinen verstuiven continu: het duinlandschap is gedurende de eeuwen alleen intact gebleven door menselijk ingrijpen. De Koerse Schoorwal staat dan ook als cultureel erfgoed sinds 2000 op de Werelderfgoedlijst van de UNESCO. Bovendien maakt hij aan beide kanten van de grens deel uit van een nationaal park: het Litouwse Nationaal Park Koerse Schoorwal en het Russische Nationaal Park Koerse Schoorwal. De ingang van het Russische park ligt ten noorden van Zelenogradsk, de dichtstbijzijnde grote stad. De ingang van het Litouwse park ligt bij Alksnynė, 8 km ten zuiden van de veerhaven. Voor beide parken geldt dat bestuurders van motorrijtuigen toegangsgeld moeten betalen.
De Koerse Schoorwal is beroemd om zijn natuurschoon. De Duitse geleerde Wilhelm von Humboldt (1767- 1835) schreef in 1809 aan zijn vrouw: "De Koerse Schoorwal is zo merkwaardig, dat men haar eigenlijk net als Spanje en Italië gezien moet hebben om niet van een prachtige herinnering verstoken te blijven."
De plaats Nida (voor 1920: Nidden) is met 1.500 permanente inwoners de grootste nederzetting in het Litouwse deel en een bekende vakantiebestemming in het land. De antifascistische schrijver en Nobelprijswinnaar Thomas Mann had hier een landhuis, dat hij in de jaren dertig door bedreigingen van de nazi's moest verlaten en dat sinds 1945 met zijn inventaris door Litouwse schrijvers buiten bemoeienis van de Sovjetautoriteiten werd beheerd. Het landhuis is in gebruik als museum. Bestuurlijk vormen op een na alle Litouwse plaatsjes op de landtong sinds 1961 de gemeente Neringa (totaal 2.600 inwoners). Het dorp Smiltynė tegenover Klaipėda (Memel) behoort tot die stad. Aan de Russische kant is Rybatsji met 1.000 inwoners de grootste van een drietal nederzettingen. De drie nederzettingen vormden tot 2016 samen de ‘Landgemeente Koerse Schoorwal’, maar vallen sinds 1 januari 2016 rechtstreeks onder het bestuur van het district Zelenogradsk.
De schoorwal behoorde sinds het midden van de 13de eeuw bij Oost-Pruisen en later bij het Duitse Rijk. Ze werd in 1920 voor het eerst bestuurlijk doorsneden: in dat jaar moest Duitsland een deel van Oost-Pruisen afstaan en ging Frankrijk namens de Volkenbond dit zogeheten Memelland besturen, een gebied waarbij ook het noorden van de schoorwal werd ingedeeld. Na de annexatie van Memelland door Litouwen, werd het gebied in 1939 door Duitsland geherannexeerd, waarmee de Kurische Nehrung weer geheel Duits werd. In 1945 werd het gebied door de Sovjet-Unie bezet en vluchtte de bevolking grotendeels naar Duitsland. Vanaf 1945 tot 1991 behoorde de schoorwal in zijn geheel tot de Sovjet-Unie, maar het noordelijk deel werd daarbinnen toegewezen aan de Sovjetrepubliek Litouwen, waarmee de staatkundige situatie van 1920 in zekere zin was hersteld. Na de val van het communisme werd Litouwen opnieuw onafhankelijk en bleef de Koerse Schoorwal staatkundig opgedeeld.